# Chuột chù Fischer
Chuột chù Fischer, tên khoa học Crocidura fischeri, là một loài động vật có vú trong họ Chuột chù, bộ Soricomorpha. Loài này được Pagenstecher mô tả năm 1885. Chúng được tìm thấy ở Ai Cập, Kenya và Tanzania.